# 莱芜汽车总站
莱芜汽车总站，位于中国山东省济南市莱芜区莱芜高新区汶河大道206号，为一级公路客运站，是山东省内最大的汽车客运枢纽之一。占地120亩，包括主体站房、候车大厅、售票大厅、综合服务楼、调度中心等， 建筑面积3万平方米，其中候车室面积4600平方米，可同时容纳1200人候车。莱芜汽车总站隶属山东莱芜长运集团有限公司。截至2015年，现有各类营运客车200余部，客运线路142条，日发送旅客3万人次。

## 历史

### 济南时期
1950年，时莱芜县成立莱芜临时汽车站，由县供销合作社联合社代管。1952年2月，莱芜汽车站在县城官寺（今莱芜区官寺社区）成立，隶属于济南汽车运输公司，占地面积100平方米，建筑面积45 平方米，有干部职工9人。年客运量0.8万人次，周转量48万人公里。1956年，迁至城关西路（今凤城西大街运输公司址）。

1959年，迁至今莱芜区胜利南路，占地面积6000平方米，建筑面积1900平方米，隶属济南汽车运输公司。

### 泰安时期
1976年，改属原泰安地区汽车运输公司，有客车32辆，座位960个，年客运量22万人次，周转量1760万人公里。1977年1月，原莱芜县交通部门征地27.4亩用于建设莱芜汽车站。1982年12月，汽车站在原址改扩建，按省级一级汽车站设计，车站主体大楼、候车大厅、售票大厅、综合服务楼，配套完善，功能齐全。1984年10月，建成使用，占地1.8万平方米，建筑面积6000平方米，其中候车室面积2400平方米，能容纳600人候车。1985年下半年，莱芜至泰安实行公共汽车化，每半小时对开客车1辆。1987年，莱芜汽车站有客运线路24条、长4098公里，其中市内路线10条、长358公里，设停车点123个，每日向乡镇驻地发班车21个车次。市外路线14条、长3740公里，通 往济南、青岛、潍坊、东营、济宁、德州、泰安等地（市），每日发班车39个车次；另有进站过路班车路线11条、72个车次；全年旅客发送量275.24万人次，周转量9743.50万人。

1992年，有客车82辆，座位3633个，年客运量317.6万人次，周转量12857.6万人公里。 

### 莱芜市时期
1993年，成立山东莱芜汽车运输总公司，莱芜汽车站隶属山东莱芜汽车运输总公司。1997年初，车站将原站建筑物拆除，扩大停发车场地6000平方米，社会客运车辆全部进站停发车，由车站代办站务服务业务，社会客运车辆达260辆，座位5720个。

1997年9月，莱芜汽车运输总公司和莱芜市联合运输总公司合并组建莱芜交运集团有限公司，汽车站归属交运集团。 1998年，汽车站升格为一级汽车客运站。1999年，莱芜交运集团有限公司投资120万元购进45座大型豪华大宇客车1辆， 结束了境内无豪华大型客车的历史，之后又陆续购进30座中级客车9辆，开通莱芜至泰安、淄博、青岛专线，流水发车，快速直达。

2003年， 车站实现封闭式发车，有客车143辆、4232个座位，其中高级客车43辆、1554个座位。进站社会客运车辆达到360辆、7920个座位。日发班次1500个，平均日发量1.5万人次。车站年客运量511万人次，周转量20390万人公里。2005年，车站有大客车144辆、4268个座位。 客运量520万人，周转量37861万人公里。

2003年8月4日，原莱芜市政府批准莱芜汽车站搬迁。2006年8月9日，莱芜汽车站（旧址位于今莱芜区凤城西大街胜利南路路口）停止运营，新站迁至汶河大道206号并更名为莱芜汽车总站。

## 班车路线

### 山东省内
省内班车覆盖省内各县市。

### 省际班次
省际班次有北京、上海、天津、沈阳、赤峰、呼和浩特、包头、石家庄、太原、西安、银川、合肥、南京、洛阳、商丘、郑州、武汉、南昌、徐州等城市。